# احمدوو (شهرستان چکماگوشفسکی، باشقیرستان)
احمدوو (انگلیسی: Akhmetovo, Chekmagushevsky District, Republic of Bashkortostan) یک شهرک در شهرستان چکماگوشفسکی استان باشقیرستان کشور روسیه است.